# 東多江子
東 多江子（ひがし たえこ 1954年 - ）は、日本の脚本家、小説家。

## 人物
福岡県北九州市出身。同志社大学文学部（社会学科新聞学専攻）卒業。フリーライターを経て、1982年、NHK大阪放送局主催のラジオドラマ懸賞募集にて最優秀賞を受賞。脚本家になった。1985年新人ライターのグループ、ライターズ・カンパニーを設立。
文化庁の平成23年度（第62回）芸術選奨委員（放送部門）も務めた。

## 作品例

### ラジオドラマ
- FMシアター「夜のコーラス」 ※脚本　文化庁芸術作品賞
- 特集オーディオドラマ「ラヂオ」 ※脚色（原作：阿久悠）芸術祭選奨
- 特集オーディオドラマ「赤い月」 ※脚色（原作：なかにし礼）
- 新日曜名作座「ドナウの旅人」 ※脚色（原作：宮本輝）

### テレビドラマ
- ええにょぼ（NHK「連続テレビ小説」）
- 中学生日記（NHK教育テレビ）
- 虹色定期便（NHK教育テレビ）
- 義務と演技（TBS）
- 青空にちんどん（NHK）
- おーい!ムコどの（TBS「花王 愛の劇場」）
- 銀座まんまんなか!（TBS「愛の劇場」）
- 天国のスープ（WOWOW「ドラマW」）
- 神父・草場一平の推理 （テレビ朝日「土曜ワイド劇場」、2004年6月5日・2005年8月27日）
- 相棒Season 3 第10話「ゴースト〜殺意のワイン」 （テレビ朝日、2005年1月12日）
- 第7回文芸社ドラマスペシャル「長男の結婚」 （テレビ朝日、2008年2月3日）

### アニメ
- 少年アシベ（TBS、1991年） ※シリーズ構成、脚本

### 映画
- 仔犬ダンの物語
- 17才 〜旅立ちのふたり〜
- ZOO

### 書籍
- 「なにわのへこまし隊依頼ファイル」シリーズ（講談社 青い鳥文庫）
- 「予知夢がくる!」 シリーズ（講談社 青い鳥文庫）
- 「フェアリーキャット」シリーズ（講談社 青い鳥文庫）
- 「タロとジロ　南極で生きぬいた犬」（講談社 青い鳥文庫）
- 「ちょっとだけ弟だった幸太のこと (ホップステップキッズ!)」（そうえん社）
- 「セカンド・ボタン―巣立つ季節」（ポプラ社）
- 「ドンマイ生活、胸のうち」（三五館）

### 作詞
- 「たからもの、なあに」（「おかあさんといっしょ」の今月の歌）
- 「マル・サンカク・シカク」（「いないいないばあっ!」内の楽曲）